# Parlamento do Sri Lanka
O Parlamento do Sri Lanka (sinhala: ශ්‍රී ලංකා පාර්ලිමේන්තුව Shri Lanka Parlimentuwa) é a sede do poder legislativo do Sri Lanka, o parlamento é no formato unicameral e conta atualmente com 225 membros eleitos para mandatos de 5 anos, sendo 196 eleitos em 22 distritos eleitorais e 29 eleitos por lista nacional de partidos.